# Kubilay Sönmez
Kubilay Sönmez (* 17. Juni 1994 in Kamen) ist ein deutsch-türkischer Fußballspieler.

## Spielerkarriere

### Im Verein
Sönmez durchlief u. a. die Nachwuchsabteilungen von SG Wattenscheid 09, Rot-Weiss Essen und FC Schalke 04, ehe er im Sommer 2013 in die türkische TFF 2. Lig zum westtürkischen Vertreter Dardanelspor wechselte. Hier absolvierte er in seiner ersten Saison 14 Ligaspiele und stieg zum Saisonende mit seinem Klub in die TFF 3. Lig ab.
Nach dem Abstieg von Dardanelspor wurde Sönmez für die Saison 2014/15 von dem Zweitligisten Şanlıurfaspor verpflichtet. Dort spielte er die folgenden zwei Jahre.
Zur Saison 2016/17 wurde er vom Erstligisten Kayserispor mit einem Vertrag mit einer Laufzeit von vier Jahren verpflichtet. Er bestritt 18 von 34 möglichen Ligaspielen und acht Pokalspiele für Kayserispor. Nach einer Saison verließ er diesen Klub und wechselte zum Zweitligisten Erzurumspor FK, wo er einen Vertrag mit einer Laufzeit von zwei Jahren unterschrieb. Sönmez bestritt dort 6 von 17 möglichen Ligaspielen und drei Pokalspiele. Wiederum nur sechs Monate später wechselte er Anfang Januar 2018 weiter zum Ligakonkurrenten Adana Demirspor. Er stand für Demirspor bei 15 von 17 möglichen Ligaspielen auf dem Platz.
Mitte Juli 2018 wechselte er wieder innerhalb der TFF 1. Lig zu Hatayspor, wo er einen Vertrag mit einer Laufzeit von zwei Jahren unterschrieb. In seiner ersten Saison bestritt er 31 von 34 möglichen Ligaspielen für den Verein und drei Pokalspiele. Die Saison wurde auf Platz 3 beendet. Sönmez wurde auch in allen drei Play-off-Spielen um den Aufstieg eingesetzt, bei denen am Schluss der Aufstieg im Elfmeterschießen scheiterte. In der nächsten Saison waren es 30 von 34 Ligaspielen und wiederum drei Pokalspiele. Die Saison wurde auf Platz 1 der Tabelle beendet, so dass Hatayspor aufstieg.
Nach Vertragsablauf wechselte er zu Göztepe Izmir und verblieb so in der TFF 1. Lig. Auch dort unterschrieb er einen Vertrag mit einer Laufzeit von zwei Jahren. Sönmez bestritt dort 19 von 40 möglichen Ligaspielen und drei Pokalspiele.  Anfang September 2021 wechselte er, ohne in der neuen Saison noch für Göztepe gespielt zu haben, zum Ligakonkurrenten Bursaspor. In seiner ersten Saison bestritt er 14 von 33 möglichen Ligaspielen und ein Pokalspiel. Der Verein beendete die Saison auf Platz 17 und stieg somit zur Saison 2022/23 in die TFF 2. Lig ab. Dort bestritt er 31 von 36 möglichen Ligaspielen, in denen er die ersten zwei Tore als Profi schoss.
Ende Juli 2023 kehrte er durch seinen Wechsel zu Boluspor in die TFF 1. Lig. zurück. Er unterschrieb bei dem Verein einen Vertrag mit zweijähriger Laufzeit.

### Nationalmannschaft
Sönmez begann ab dem Oktober 2014 für die türkische U-20-Nationalmannschaft aufzulaufen. 2014 debütierte er auch für die türkische U-21.